# Klarluftsturbulens
För andra betydelser, se CAT.

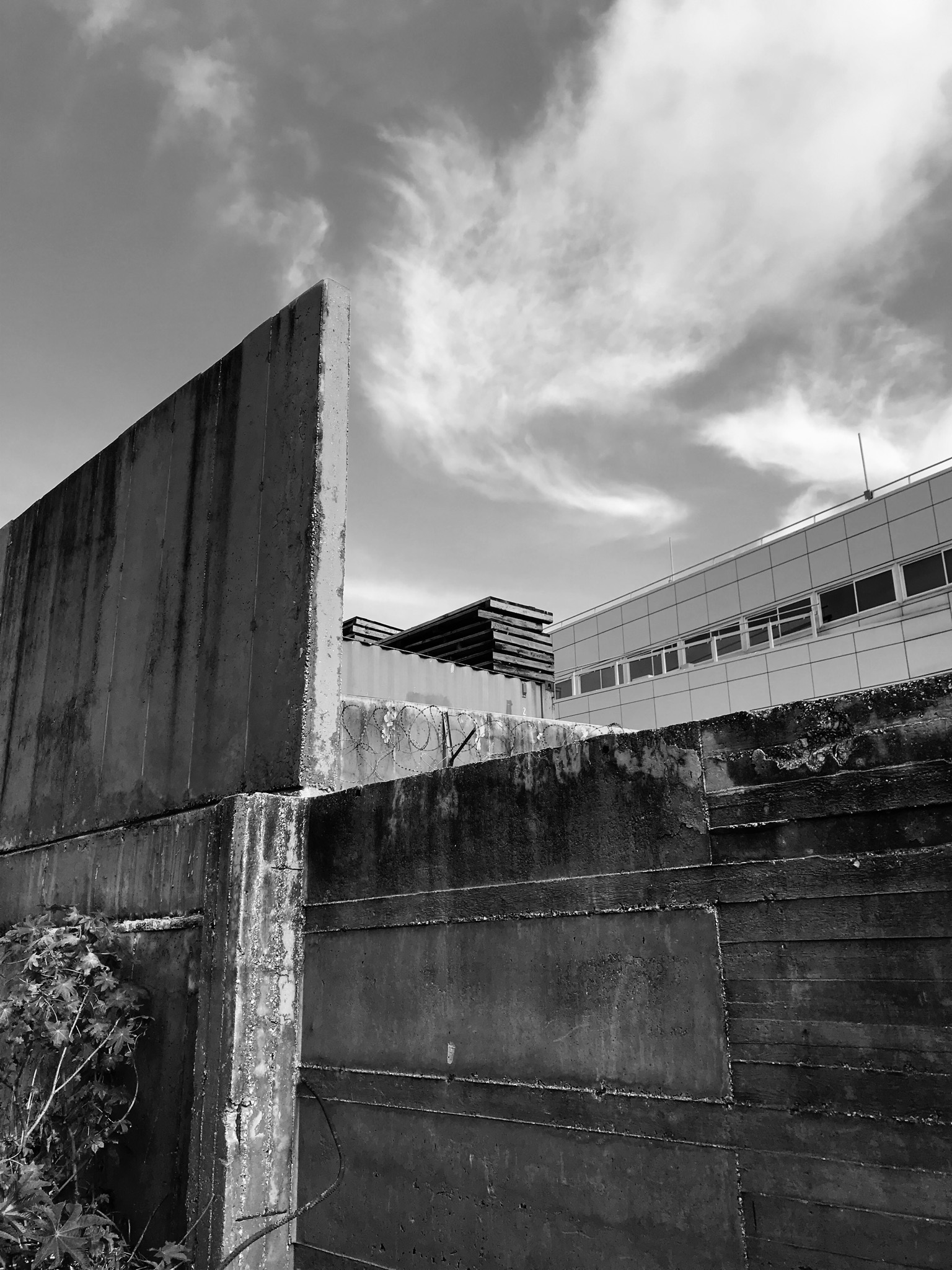
Luftturbulens. Klarluftsturbulens är dock inte synlig för ögat.

Klarluftsturbulens (av engelska: Clear-Air Turbulence, CAT) är ett atmosfäriskt fenomen då turbulens uppstår i luften utan någon föregående varning i form av till exempel molnbildning.
Klarluftsturbulens uppstår då luftströmmar som rör sig i olika hastigheter möter varandra. Fenomenet är vanligt på hög höjd (7 000–12 000 meter) i form av jetströmmar och över eller i närheten av bergskedjor. Klarluftsturbulens är omöjligt att upptäcka med blotta ögat eller med radar och därför svår att undvika. Metoder finns dock att mäta atmosfärisk turbulens optiskt och olika system för automatisk inrapportering av klarluftsturbulens håller på att utvecklas.
Klarluftsturbulens ställer regelbundet till problem för flygtrafiken och därmed stora kostnader för flygbolagen eftersom de snabba förändringarna i luftströmmarnas riktning och hastighet gör flygplanens bränsleförbrukning svårberäknad. Det resulterar även ofta i att flygplanets färd i luften blir ryckig och obehaglig och att passagerare och kabinpersonal ibland skadas då de kastas omkring inne i flygplanet.

## Luftgropar
Ordet luftgrop används ofta vid flygningar och syftar på olika typer av luftturbulens som orsakar hastiga rörelser i flygplanet. Trots namnet har det ingenting med gropar i luften att göra, utan olika väderfenomen. Luftgropar kan även uppstå när varm och kall luft möts, exempelvis i åskväder. Flygkaptenen brukar informera resenärerna om det när det inträffar. Normalt sett utgör luftgropar inte ett hot mot säkerheten ombord.